# Kléber Ramos
Kléber Da Silva Ramos (João Pessoa, 24 d'agost de 1985) és un ciclista brasiler professional des del 2010.
El 2016 va participar en la prova en ruta dels Jocs Olímpics de Rio de 2016. Pocs dies després es va anunciar que havia donat positiu en CERA en un control anterior als Jocs. El ciclista va ser suspès provisionalment.

## Palmarès
- 2005
  - Vencedor d'una etapa de la Volta a Porto Alegre
- 2006
  - Vencedor d'una etapa de la Volta a l'Estat de São Paulo
  - Vencedor d'una etapa de la Volta del Paranà
- 2008
  - Vencedor d'una etapa del Giro a l'Interior de São Paulo
- 2009
  - Vencedor d'una etapa de la Volta a l'Uruguai
  - Vencedor d'una etapa del Tour de Santa Catarina
- 2012
  - 1r al Tour de Rio i vencedor d'una etapa
  - Vencedor d'una etapa de la Rutes d'Amèrica
  - Vencedor d'una etapa del Giro a l'Interior de São Paulo
- 2015
  - Vencedor d'una etapa del Tour de San Luis
  - Vencedor d'una etapa del Tour de Rio